# Ōkubo Tadaaki
Pour les articles homonymes, voir Ōkubo.
Ōkubo Tadaaki est un nom japonais traditionnel ; le nom de famille (ou le nom d'école), Ōkubo, précède donc le prénom (ou le nom d'artiste).
Ōkubo Tadaaki (大久保 忠顕) (5 décembre 1760 - 23 septembre 1803)  est le 6e daimyō du domaine d'Odawara dans la province de Sagami (moderne préfecture de Kanagawa) au milieu de l'époque d'Edo de l'histoire du Japon. Son titre de courtoisie est Kaga no Kami.

## Biographie
Ōkubo Tadaaki est le fils ainé d'Ōkubo Tadayoshi, 5e daimyō du domaine d'Odawara. Durant son mandat, Odawara souffre de catastrophes naturelles répétées, dont des séismes et des incendies qui détruisent le château d'Odawara et beaucoup de l'entourage du relais Odawara-juku. Le mauvais temps entraîne de mauvaises récoltes, dont la grande famine de l'ère Tenmei qui restreint la circulation sur la grande voie Tōkaidō qui relie Edo à Kyoto. Comme Odawara-juku est l'un des principaux shukuba sur le Tōkaidō, cette situation crée une crise économique pour les habitants de la ville. Bien que Tadaaki réponde avec les restrictions habituelles sur les dépenses dans un effort pour économiser des recettes fiscales du domaine, ses efforts sont sapés par une inflation rampante et les exigences du shogunat Tokugawa de renforcement des défenses côtières contre les incursions possibles de navires étrangers. Il se retire de la vie publique en 1796 avec ces questions en suspens et décède en 1803.
Takaaki est marié à une fille de Nakagawa Hisasada, daimyō du domaine d'Oka dans la province de Bungo.

## Source de la traduction
- (en) Cet article est partiellement ou en totalité issu de l’article de Wikipédia en anglais intitulé « Ōkubo Tadaaki » (voir la liste des auteurs).